# Meurtres à domicile
Pour plus de détails, voir Fiche technique et Distribution.
Meurtres à domicile est un film franco-film belge réalisé par Marc Lobet en 1982, d'après le roman Hôtel meublé de Thomas Owen.

## Synopsis
Un meurtre est commis dans l'immeuble où habite Aurélia Maudru, inspectrice de la police judiciaire chargée de l'enquête. La jeune femme est donc amenée à interroger et à soupçonner ses propres voisins. Il y a là, Ange Auber, laveur de cadavre. Maurice Courtin, photographe, spécialiste des oiseaux, qui gravement malade, ne sort que rarement. Julius Zepernick, l'étrange et inquiétant propriétaire de l'immeuble. Madame Vianna, voyante, exorciste à ses heures et sa nièce la jeune Pauline. Raoul Queyrat, sculpteur et son frère Max, jeune et talentueux comédien au charme duquel Aurélia Maudru ne demeure pas longtemps insensible.

## Fiche technique
- Titre : Meurtres à domicile
- Réalisation : Marc Lobet
- Scénario : Jean Van Hamme et Marc Lobet d'après le roman Hôtel meublé de Thomas Owen
- Musique : Ricardo Castro
- Photographie : Ken Legargeant
- Montage : Marc Lobet
- Production : Jacques Vercruyssen et Violette Vercruyssen
- Société de production : Babylone Films et ODEC
- Société de distribution : Ciné Paris Distribution (France)
- Pays de production :  Belgique et  France
- Genre : Policier
- Durée : 90 minutes
- Date de sortie : 
  - France : 13 octobre 1982

## Distribution
- Anny Duperey : Aurélia Maudru.
- Bernard Giraudeau : Max Queyrat
- Daniel Emilfork : Julius Zepernick
- Eva Ionesco : Pauline
- Marianne Basler :
- Charles Berling : l'inspecteur Focard
- Jean-Paul Comart : l'inspecteur Willemsen
- Marie-Ange Dutheil : Madame Viana
- Roger Dutoit : le commissaire Prinz
- Alain Flick : Ange Auber
- André Bernier : Oswald Stricker
- Idwig Stéphane : Raoul Queyrat
- Alexandre Von Sivers : le bijoutier